# Мужун Хуей
Мужун Хуей (269–333) — сяньґун Ляодуна у 321—333 роках, вождь східного сяньбійського племені мужун.

## Життєпис
Походив з вождів мужунів, що відкололися від сяньбійської держави після її занепаду 235 року. Син вождя Мужун Шегуя. 285 року повалив свого стрийка Мужун Ная, захопивши владу. Водночас його брат Туюхунь мігрував на південний захід, де заснував власну державу.
За цим звернувся до імперії Цзінь з проханням допомогти у війні проти іншого сяньбійського племені юйвень, проте отримав відмову. У відповідь посилив напади на цзінські володіння, сплюндрувавши командирство Ляосі (схід сучасної провінції Хебей і захід Ляонін). Також почав постійні походи проти держави Пуйо, зрештою захопивши його столиці. Але зрештою під тиском цзінських військ вимушений був з неї відступити.
289 року після низки поразок визнав зверхність цзінського імператора Сима Яня. Це викликало напруження з сяньбійським племенем дуань, для припинення якого Мужун Хуей оженився на доньці дуанського вождя Цзє.
Наприкінці 290-х років починається внутрішнє послаблення династії Цзінь, яке ще більше посилилося під час війни восьми князів. В цей час почалася війна з племенем юйвень. Спочатку завдав поразки останнім, але потім опинився обложеним у своїй ставці в Цзічені, але зрештою переміг юйвенів на чолі із Соянєм. Наступного року син Хуєя — Хань — завдав нової поразки юйвеням.
311 року після навали хунну на імперію Мужун Хуей став фактично незалежним правителем на півночі, зайнявши Ляодунський півострів. Невдовзі визнав зверхність держави Рання Чжао, отримавши 321 року титул сяньґуна Ляодуна.
У 319 року поновилася війна з племенем юйвень. У 320 році в двох послідовних битвах Мужун Хуей завдав поразки супротивникові, захопивши багато здобичі, зокрема полонених. У 325 році в новій кампанії завдав чергової потужної поразки юйвеням.
Помер Мужун Хуей 333 року. Йому спадкував син Хуан. Коли той заснував державу Рання Янь, то посмертно надав Хуею титул Усюань-вана.